# Marlen Esparza
Marlen Esparza Puentes (ur. 29 lipca 1989 w Houston) – amerykańska pięściarka, brązowa medalistka olimpijska.
Brązowa medalistka mistrzostw świata w kategorii do 48 kg (2006). W 2012 na igrzyskach olimpijskich w Londynie zdobyła brąz w kategorii do 51 kg.